# 김겨울 (배우)
김겨울(1988년 12월 27일~)은 대한민국의 배우이다. 부산국제영화고등학교 2학년에 재학 중이던 2005년, 제75회 미스춘향선발대회에서 '진'을 수상하며 연예계에 데뷔하였다.

## 학력
- 부산국제영화고등학교
- 성균관대학교 연기예술학

## 연기 활동

### 드라마
- 2008년: SBS 주말극장 《행복합니다》 ... 지수의 후임 비서 역
- 2009년: MBC 주말 특별기획 드라마 《친구, 우리들의 전설》
- 2010년: KBS2 수목드라마 《제빵왕 김탁구》
- 2011년: 채널A 수목드라마 《총각네 야채가게》
- 2012년: KBS2 월화드라마 《해운대 연인들》
- 2012년: KBS2 월화드라마 《학교 2013》 ... 과학교사 김연아 역
- 2013년: KBS2 일일연속극 《루비 반지》 ... 혜련 역

### 영화
- 2009년: 《키친》
- 2011년: 《통증》 ... 신혼부부 부인 역

### 뮤직비디오
- 2008년: 양파 & 미호 - 비밀은 어디에 있나요
- 2008년: 원더걸스 - This time

## 방송
- 2007년 KBS2 《두뇌왕 아인슈타인》 ... 패널
- 2014년 KBS W 《시청률의 제왕》 ... 패널

## 수상
- 2005년 제75회 미스춘향선발대회 춘향'진'

| 춘향 진 |               |        |
| 2004년  | 2005년 김연아 | 2006년 |
| 송유선  | 2005년 김연아 | 임일규 |
|         |               |        |
|         |               |        |